# Marianne Kjørstad
Marianne Kjørstad (* 27. März 1970 in Nordfjordeid, Norwegen) ist eine ehemalige norwegische Skirennläuferin.
Sie war während der 1990er Jahre eine Spezialistin in den technischen Disziplinen. Sowohl im Riesenslalom als auch im Slalom erreichte sie mehrere Podestplätze, wenngleich sie im Slalom wesentlich erfolgreicher war. 
Gelegentlich überraschte sie auch mit guten Platzierungen im Super-G und in der Alpinen Kombination. Im Gesamtweltcup belegte sie in ihren drei erfolgreichsten Wintern zu Saisonende 1994 den 9. Rang, 1995 den 10. Rang und 1996 den 12. Rang. 
Der Höhepunkt ihrer Karriere war die Bronzemedaille in der Alpinen Kombination bei den Weltmeisterschaften 1996 in der Sierra Nevada hinter Pernilla Wiberg und Anita Wachter. 1997 trat Kjørstad vom Renngeschehen zurück. 